# العلاقات الغرينادية الغواتيمالية
العلاقات الغرينادية الغواتيمالية هي العلاقات الثنائية التي تجمع بين غرينادا وغواتيمالا.

## مقارنة بين البلدين
هذه مقارنة عامة ومرجعية للدولتين:
| وجه المقارنة                                              | غرينادا                                | غواتيمالا       |
| --------------------------------------------------------- | -------------------------------------- | --------------- |
| المساحة (كم2)                                             | 348                                    | 108.89 ألف      |
| عدد السكان (نسمة)                                         | 107.83 ألف                             | 17.26 مليون     |
| الكثافة السكانية (ن./كم²)                                 | 30.99 ألف                              | 158.51          |
| العاصمة                                                   | سانت جورجز                             | غواتيمالا       |
| اللغة الرسمية                                             | لغة إنجليزية، إنكليزية غرنادة المولدة ‏ | اللغة الإسبانية |
| العملة                                                    | دولار شرق الكاريبي                     | كتزال غواتيمالي |
| الناتج المحلي الإجمالي (بليون دولار)                      | 1.12 مليار                             | 75.62 مليار     |
| الناتج المحلي الإجمالي (تعادل القوة الشرائية) بليون دولار | 1.45 مليار                             | 126.21 مليار    |
| الناتج المحلي الإجمالي الاسمي للفرد دولار أمريكي          | 9.21 ألف                               | 3.90 ألف        |
| الناتج المحلي الإجمالي للفرد دولار أمريكي                 | 12.43 ألف                              | 7.45 ألف        |
| مؤشر التنمية البشرية                                      | 0.750                                  | 0.627           |
| رمز المكالمات الدولي                                      | +1473                                  | +502            |
| رمز الإنترنت                                              | .gd                                    | .gt             |
| المنطقة الزمنية                                           | 00                                     | 00              |

## منظمات دولية مشتركة
يشترك البلدان في عضوية مجموعة من المنظمات الدولية، منها:
| علم المنظمة | اسم المنظمة                                                          | تاريخ انضمام غرينادا | تاريخ انضمام غواتيمالا |
| ----------- | -------------------------------------------------------------------- | -------------------- | ---------------------- |
|             | وكالة حظر الأسلحة النووية في أمريكا اللاتينية ومنطقة البحر الكاريبي ‏ | ?                    | ?                      |
|             | الاتحاد البريدي العالمي                                              | ?                    | ?                      |
|             | يونسكو                                                               | 17 فبراير 1975       | 2 يناير 1950           |
|             | البنك الدولي للإنشاء والتعمير                                        | 27 أغسطس 1975        | 28 ديسمبر 1945         |
|             | منظمة التجارة العالمية                                               | ?                    | ?                      |
|             | وكالة ضمان الاستثمار متعدد الأطراف                                   | 12 أبريل 1988        | 11 يوليو 1996          |
|             | الاتحاد الدولي للاتصالات                                             | 17 نوفمبر 1981       | 10 يوليو 1914          |
|             | منظمة الشرطة الجنائية الدولية                                        | ?                    | ?                      |
|             | مؤسسة التمويل الدولية                                                | 28 أغسطس 1975        | 20 يوليو 1956          |
|             | الأمم المتحدة                                                        | 17 سبتمبر 1974       | 21 نوفمبر 1945         |
|             | مؤسسة التنمية الدولية                                                | 28 أغسطس 1975        | 27 أبريل 1961          |
|             | منظمة حظر الأسلحة الكيميائية                                         | ?                    | ?                      |
|             | المركز الدولي لتسوية المنازعات الاستشارية                            | 23 يونيو 1991        | 20 فبراير 2003         |

## وصلات خارجية
- موقع وزارة الخارجية الغواتيمالية